# Chiroteuthis veranii
Il totanello volante (Chiroteuthis veranii (A. Férussac, 1835)) è una specie di calamaro appartenente alla famiglia Chiroteuthidae.

## Descrizione
Questa specie è caratterizzata da un corpo allungato e tentacoli eccezionalmente lunghi, che possono raggiungere una lunghezza totale di circa 130 cm, con un mantello che misura fino a 12,5 cm.

## Distribuzione e habitat
Il totanello volante ha una distribuzione circumglobale, essendo presente in acque tropicali, subtropicali e sub-antartiche. È stato osservato in diverse regioni oceaniche, inclusi l'Atlantico settentrionale, il Pacifico settentrionale e l'Indo-Pacifico. Abita principalmente zone mesopelagiche e batipelagiche, a profondità comprese tra 200 e 1700 metri.

## Biologia

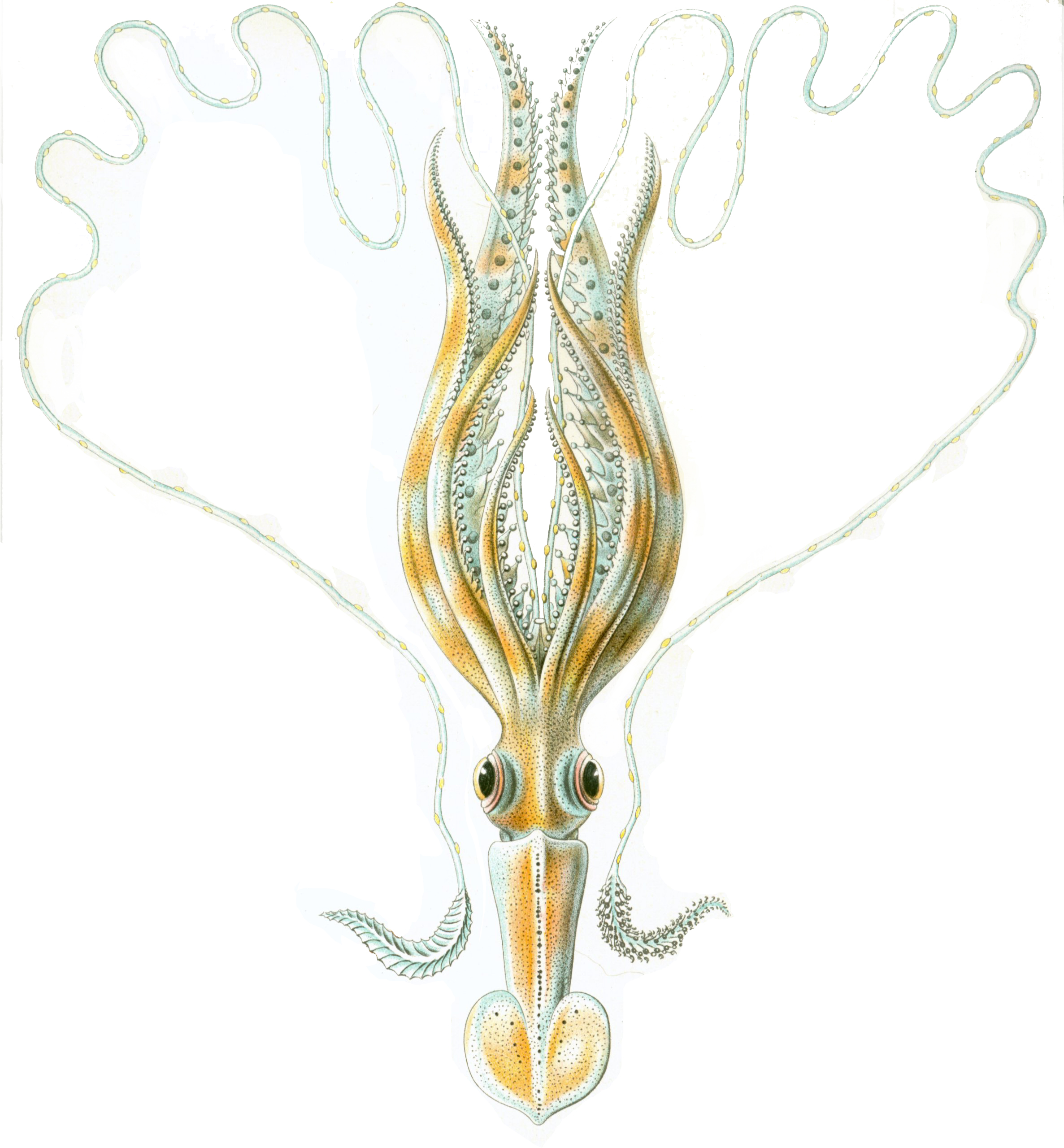
Disegno di Ernst Haeckel

Il totanello volante si nutre principalmente di micronecton, inclusi piccoli pesci e altri organismi marini. Un'osservazione in situ nel Mar Ionio settentrionale ha documentato un individuo mentre consumava un grande pesce lanterna (Myctophidae), evidenziando le sue abitudini predatorie.
Come altri cefalopodi, il totanello volante è gonocorico, con individui maschi e femmine distinti. Dopo la copulazione, durante la quale il maschio inserisce l'ectocotile nella cavità del mantello della femmina per la fertilizzazione, gli adulti generalmente muoiono poco dopo la deposizione delle uova e la cura della prole. Le uova si schiudono in stadi planctonici, che vivono per un certo periodo prima di crescere e assumere un'esistenza bentonica da adulti.
Il totanello volante svolge un ruolo significativo negli ecosistemi marini profondi, servendo da preda per vari pesci ossei, squali, mammiferi marini e uccelli marini. La sua presenza nelle diete di questi predatori indica la sua abbondanza nelle aree di distribuzione, nonostante sia raramente catturato con attrezzi da pesca commerciali.

## Conservazione
Secondo la Lista Rossa dell'IUCN, il totanello volante è classificato come «specie a rischio minimo» (Least Concern), suggerendo che attualmente non affronta minacce significative per la sua sopravvivenza.